# Нерви
Нерви (итал. Nervi) — район итальянского города Генуя, входит в состав муниципалитета IX Леванте (ит.). Население — 10 613 жителей. До присоединения в 1926 году к Большой Генуе (ит.) являлся самостоятельной коммуной.
Нерви расположен на крайней восточной окраине лигурийской столицы, имеет туристический порт, длинное скалистое побережье, вдоль которого построена длинная набережная имени Аниты Гарибальди (ит.).
В районе также находятся Парки Нерви (ит.).

## География
Нерви расположен в 7 км восточнее центра Генуи.
Находится на высоте 25 метров выше уровня моря. В начале 20 века была окружена оливковыми рощами, апельсиновыми и лимонными садами, и красивыми виллами. Морской курорт на Лигурийской Ривьере. Климат влажный и менее пыльный на Ривьере-ди-Поненте, и благотворен для тех у кого есть заболевания лёгких.
Территория бывшей коммуны Нерви была на участке побережья между ручьём Фоссо-делла-Поццакуа, спускающимся с горы Моро, где начинается Виа Джанелли, и ручьём Фоссо-Гаттего, впадающим в море к западу от пляжа Каполунго.

## История
Бывшая рыбацкая деревня в 19 километрах от Портофино.

## Музеи
В Нерви находятся 4 значимых музея.
Генуэзская галерея современного искусства, на бывшей вилле Салуццо-Серра, и Коллекция Фругоне, на бывшей вилле Гримальди-Фассио, содержат живопись и скульптуры художников 19-20 веков. Коллекция также включает значимые артефакты, относящиеся к культурной истории Генуи и Лигурии.
Вулфсониена — филиал художественного музея Вулфсониен в Майами (США).